# Marco Sarracino
Marco Sarracino (Villaricca, 21 giugno 1989) è un politico italiano, dal 13 ottobre 2022 deputato alla Camera per il Partito Democratico.

## Biografia
Nato a Villaricca (Napoli), consegue il diploma di maturità presso il liceo classico Vittorio Emanuele II di Napoli e la laurea in economia aziendale presso l'Università degli Studi di Napoli Federico II.

### Attività politica
Avvicinatosi alla politica negli ambienti dei Giovani Democratici (GD), l'organizzazione giovanile del Partito Democratico (PD), nel 2012 diventa segretario provinciale dei GD di Napoli.
Nel 2013 entra a far parte della direzione nazionale del PD, risultando il più giovane tra i componenti, aderente alla corrente di Pippo Civati nel partito fino alla sua uscita nel 2015.
In vista delle elezioni amministrative del 2016 si presenta alle elezioni primarie del centro-sinistra per la scelta del candidato sindaco di Napoli, rappresentando la "minoranza dem" all'interno del PD e in particolare Sinistra Dem di Gianni Cuperlo, ottenendo il 10.6% dei voti e attestandosi in terza posizione dietro alla vincitrice Valeria Valente (43.7%), rappresentante delle correnti renziane e orfiniane del PD, e l'ex presidente della Regione Campania Antonio Bassolino (42.2%).
Alle elezioni primarie del PD del 2017 ha sostenuto la mozione di Andrea Orlando, Ministro della giustizia e uno dei principali esponenti dell’area socialdemocratica del PD, facendosi portavoce della sua mozione.

#### Segretario metropolitano del PD di Napoli
A dicembre 2019 è stato eletto, a soli 30 anni, segretario metropolitano del PD di Napoli. Durante il suo mandato è stato protagonista di diversi successi elettorali come alle elezioni suppletive del 2020 per il collegio uninominale Campania - 07 (Napoli-Arenella) al Senato, dov'è stato fautore della candidatura del giornalista Sandro Ruotolo per il centro-sinistra che, sostenuto da PD, Articolo Uno, Sinistra Italiana, Democrazia e Autonomia e Italia Viva, vincerà con il 48,45% dei voti, alle elezioni comunali in Campania del 2020, del 2021 e del 2022, dove vincerà in molti comuni (tra cui Napoli dopo l'amministrazione de Magistris) grazie anche all'inclusione del Movimento 5 Stelle nella coalizione del centro-sinistra.

#### Elezione a deputato
Alle elezioni politiche anticipate del 2022 viene candidato alla Camera dei deputati, per la lista elettorale Partito Democratico - Italia Democratica e Progressista come capolista nel collegio plurinominale Campania 1 - 02, risultando eletto deputato. Nella XIX legislatura è componente della 11ª Commissione Lavoro pubblico e privato.
Nell'aprile 2023, dopo essere stato tra i primi e principali sostenitori della candidatura di Elly Schlein alle primarie del PD del 2023, entra nella segreteria nazionale del Partito Democratico con la delega alla coesione, al sud e alle aree interne.